# Гороховая колбаса

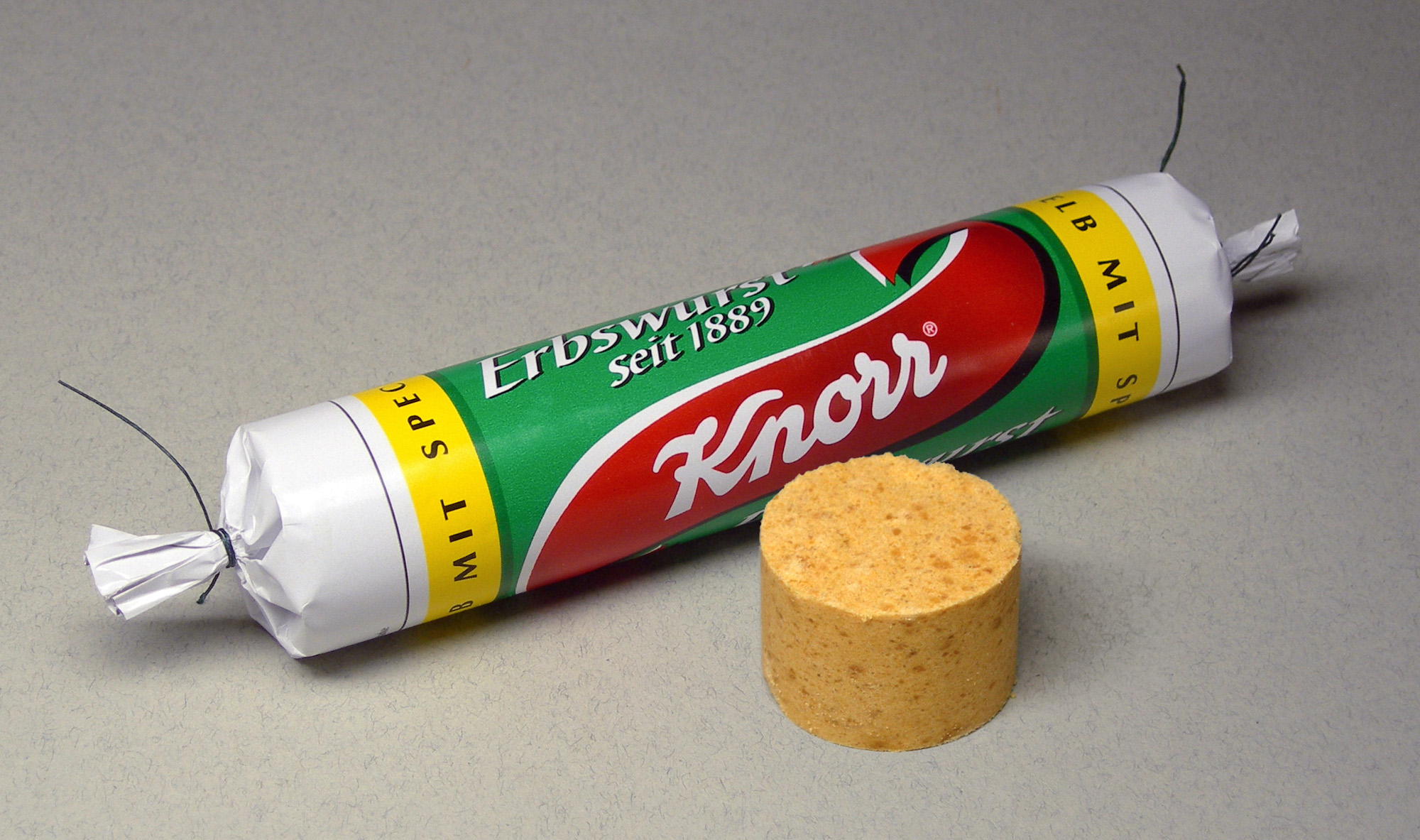
Жёлтая гороховая колбаса производства Knorr

Одно время наделала большого шума гороховая колбаса, в которой многие видели чуть ли не победительницу французов.
Эта гороховая колбаса чисто национальное кушанье и в общем употреблении. Родная сестра гороховой колбасы, столь же любимая и распространённая среди немцев, — сосиска, которую они так любят закусывать.
Гороховая колбаса (нем. Erbswurst) — один из старейших пищевых концентратов промышленного производства. Представляет собой порционные таблетки для быстрого приготовления горохового супа, завёрнутые в бумагу с алюминиевым покрытием в форме колбасы. Таблетку требуется размять и растворить в холодной воде, а затем проварить в течение нескольких минут.
Начинять кишку фаршем из гороховой муки со свиным салом, говяжьим жиром, луком и другими пряностями придумал в 1867 году берлинский повар и производитель консервов Иоганн Генрих Грюнеберг. Вскоре он продал своё изобретение прусской армии за 35 тыс. союзных талеров. Во время Франко-прусской войны с 1870 года Пруссия выдавала гороховую колбасу солдатам в качестве неприкосновенного запаса. До этого прусское военное министерство в течение шести недель испытывало продукт на гарнизонной службе, кормя солдат исключительно гороховой колбасой и солдатским хлебом. С началом войны с французами в Берлине за государственный счёт был построен казённый завод на 1700 работников, который ежедневно выпускал сначала семь тонн, а затем и до 65 тонн гороховой колбасы. Позднее были построены дополнительные заводы на Рейне.
По воспоминаниям В. В. Андреева, приобретённая им в Берлине белая и твёрдая гороховая колбаса легко разламывалась, в разломе имела бледно-гороховый цвет с вкраплениями сала и ветчины. Сухая мякоть колбасы с запахом свиного жира легко растиралась в руках и была жирной на ощупь. Полтора фунта колбасы хватало на приготовление 15—16 тарелок киселеобразного супа. По свидетельствам питавшихся гороховой колбасой участников Франко-прусской войны, собранных В. В. Андреевым, со временем гороховая колбаса приедалась, но за неимением другого на фронте годилась и она, даже в сухом виде. Если имелся другой провиант, то солдаты подтапливали гороховой колбасой огонь, чтобы приготовить кофе.
В России немецкая гороховая колбаса не имела успеха. Русский публицист и агрохимик А. Н. Энгельгардт считал, что пословица «что русскому здорово, то немцу смерть» справедлива и наоборот, и русский мужик по своей физиологии не может постоянно есть горох, а только изредка, в охотку. Бобовые русский мужик заменяет гречихой, гречневая каша ему никогда не надоедает. Энгельгардт заключает, что русские должны питаться не гороховой колбасой, а гречневой кашей, и припоминает услышанную в городе презрительную брань в отношении немца: «Эх, ты, немец! Колбаса гороховая!».
В 1889 году фабрику выкупили братья Кнорр из Хайльбронна, производители овсяного киселя и запатентованного супа «Виктория». Дешёвый, питательный и простой в приготовлении продукт с почти не ограниченным сроком годности получил повсеместное признание и вскоре вошёл в стандартный набор питания путешественников и альпинистов. В состав концентрата входила гороховая мука, копчёный бекон, пальмовое масло, соль, копчёные дрожжи, коптильная жидкость и усилители вкуса: глутамат натрия, инозинат натрия, двунатриевый гуанилат и дрожжевой экстракт. До 2018 года гороховая колбаса производилась в Knorr в двух видах: жёлтая — с куркумой и зелёная — с овощным концентратом и порошковым шпинатом. 31 декабря 2018 года производство гороховой колбасы было прекращено ввиду отсутствия спроса.